# Sciopero dell'Ulster Workers' Council
Lo sciopero dell'Ulster Workers' Council fu una manifestazione sindacale su vasta scala, indetta dal sindacato unionista Ulster Workers' Council dal 15 al 28 maggio 1974 in Irlanda del Nord nel contesto del più vasto conflitto nordirlandese.

## Contesto
Gli scioperanti dei quali un'estrema maggioranza erano protestanti/lealisti, furono contrari riguardo alla situazione di sicurezza in Irlanda del Nord in quel momento e alla proposta dell'Accordo di Sunningdale, che avrebbe concesso alla confinante nazione irlandese la possibilità di influire sull'autodeterminazione della regione.

## Conseguenze
L'Irlanda del Nord fu completamente paralizzata durante questo sciopero poiché ebbe un effetto su vasta scala, il flusso di benzina diminuì e l'UWC interruppe la corrente in uso per diverso tempo. Lo sciopero divenne un simbolo dell'unità che era cresciuta nella comunità protestante durante gli ultimi cinque anni di conflitto. Il 28 maggio 1974 lo sciopero fu interrotto poiché l'accordo di Sunningdale non venne approvato a seguito di queste proteste.